# Tosa Mitsunobu
Tosa Mitsunobu (土佐 光信), född 1434, död 10 juni 1525, var en japansk konstnär och målare. Han grundade Tosaskolan för japansk målning. Tosa föddes i en familj som tjänade som målare vid det kejserliga hovet. Han blev så småningom chef för hovets målare från 1493 till 1496. År 1518 utsågs han till chefskonstnär för Ashikaga-shogunaterna.